# کویینز ویلیج (کویینز)
کویینز ویلیج (به انگلیسی: Queens Village) یک منطقهٔ مسکونی در ایالات متحده آمریکا است که در کویینز واقع شده‌است. روستای کویینز در ناحیه کویینز۱۳ قرار دارد و کد پستی آن ۱۱۴۲۷، ۱۱۴۲۸ و ۱۱۴۲۹ است. این منطقه در حوزه استحفاظی اداره پلیس ۱۰۵ شهر نیویورک قرار دارد. از نظر سیاسی ناحیه ۱۳ شورای شهر نیویورک نماینده روستای کویینز می‌باشد.

## جمعیت
کویینز ویلیج ۵۲٬۵۰۴ نفر جمعیت دارد.